# Andreas Schelfhout
Andreas Schelfhout (La Haya, 16 de febrero de 1787 – ibidem 19 de abril de 1870) fue un pintor y acuarelista holandés reconocido por sus paisajes. Enmarcado dentro del movimiento romántico, sus escenas del invierno holandés con canales helados y patinadores se hicieron muy populares ya en vida del artista, hasta el punto de convertirle en uno de los más influyentes paisajistas holandeses de su siglo. También son interesantes sus trabajos como aguafuertista y litógrafo.

## Biografía
Schelfhout comenzó como pintor de casas en el negocio de su padre y pronto comenzó a pintar en su tiempo libre. Tras una bien recibida exposición en La Haya su padre lo envió para que recibiera una educación apropiada con el artista Joannes Breckenheimer (1772–1856). Schelfhout no sólo aprendió los aspectos técnicos de la pintura sino que también hizo detallados estudios de los artistas de paisajes holandeses Meindert Hobbema y Jacob van Ruisdael.
En 1815 inauguró su propio taller. Gracias a la excelencia de su técnica, su sentido de la composición y un uso natural de los colores pronto se hizo también famoso tanto dentro como fuera de La haya.
En 1819 fue galardonado con la medalla de oro en la exposición de Antwerp. En 1818 se convirtió en miembro de la Academia de Artes visuales de Ámsterdam. Su reputación continuaba creciendo y en 1822 le fue otorgado el rango Cuarta Clase del Real Instituto Holandés. A partir de ahí a una exposición le seguía otra. 
Inicialmente, Schelfhout pintaba sobre todo escenas de verano, de playa y pinturas de animales, pero como sus primeras escenas de invierno tuvieron tanto éxito comenzó a incluirlas en todas sus exhibiciones.
Schelfhout era principalmente un artista de estudio guiándose por sus bocetos realizados au plein air. Su cuaderno de dibujos, Liber Veritatis (Libro de la verdad), muestra que hizo veinte obras en un año algunas de ellas en el extranjero. Esto indica que viajó alrededor de 1825 y en años posteriores visitó Francia en 1833, Inglaterra en 1835 (principalmente para estudiar el trabajo de John Constable) y Alemania. 
En 1839 se le concede el título de caballero de la Orden del León Neerlandés y en 1844 es nombrado miembro honorario en Kunst zij ons doel. En 1847 es aceptado como miembro del Pulchri Studio.
Schelfhout enseñó a muchos pintores que más tarde se haría famosos como: Johan Jongkind (uno de los precursores del impresionismo), Charles Leickert, Johannes Josephus Destree, Jan Willem van Borselen, Nicholas Roosenboom, su hija Margaretha y su marido Johannes Gijsbert Vogel, Willem Troost, Louis Rémy Mignot y su yerno Wijnand Nuyen. De vez en cuando también pintó junto a Hendrik van de Sande Bakhuyzen un importante pintor romántico de paisajes, existiendo al menos un lienzo que lleva la firma de ambos.
Schelfhout defendía el uso de la acuarela en los bocetos en exterior y sus acuarelas influyeron enormemente en Jongkind, Jan Hendrik Weissenbruch y Willem Roelofs, pintores que más tarde sería miembros prominentes de la Escuela de La Haya. Schelfhout animaba a Weissenbruch y le invitó a asistir a sus clases pero no está claro si Weissenbruch asistió.
La muerte de Schelfhout el 19 de abril de 1870 marcó el fin del periodo romántico en los Países Bajos y está considerado uno de los precursores de la Escuela de La Haya.

## Modelos y estilo

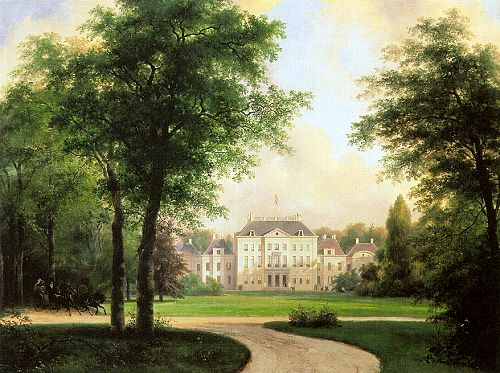
El Palacio Het Loo, 1838.
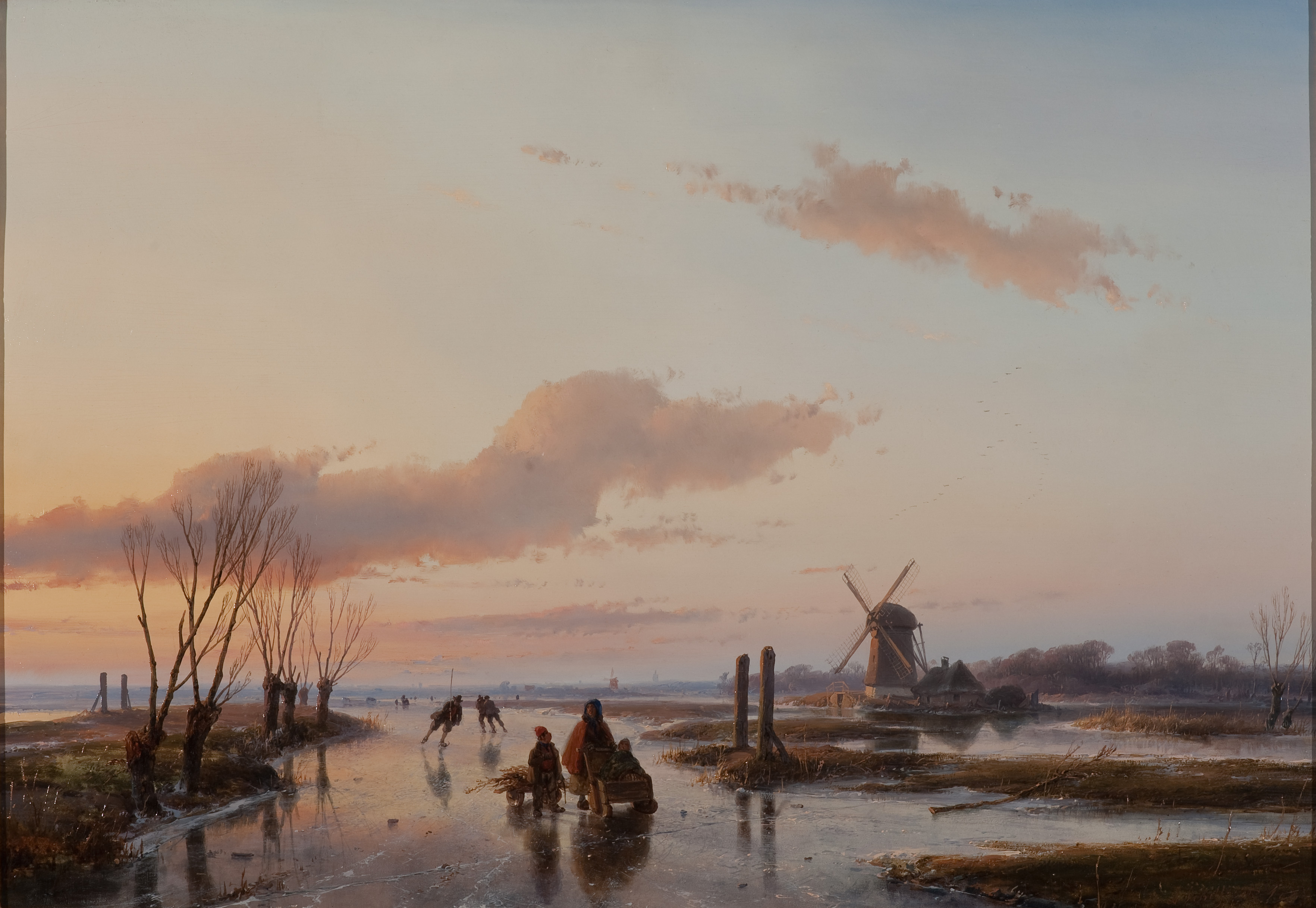
Canal helado, 1845
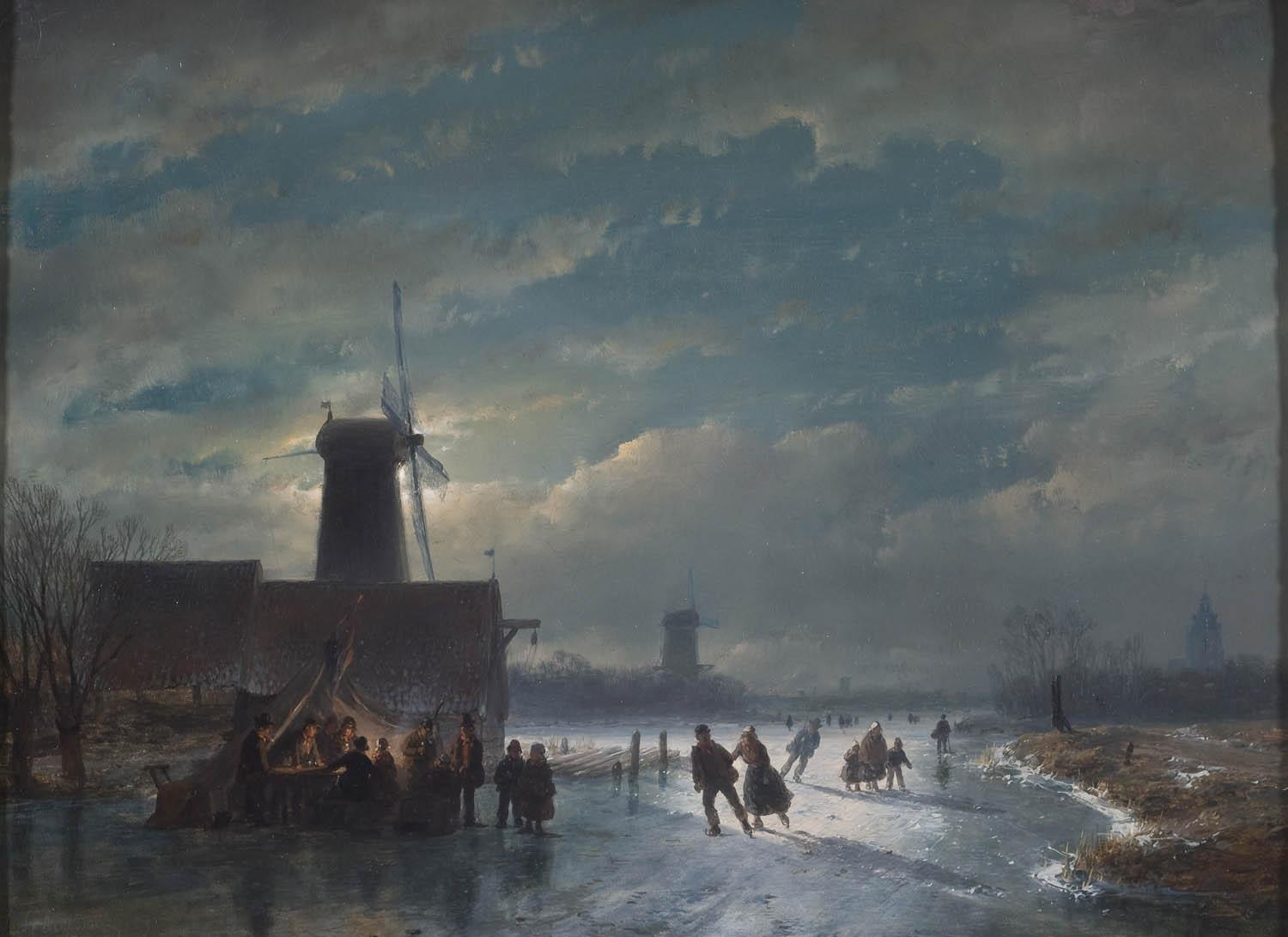
Paisaje invernal nocturno, 1849
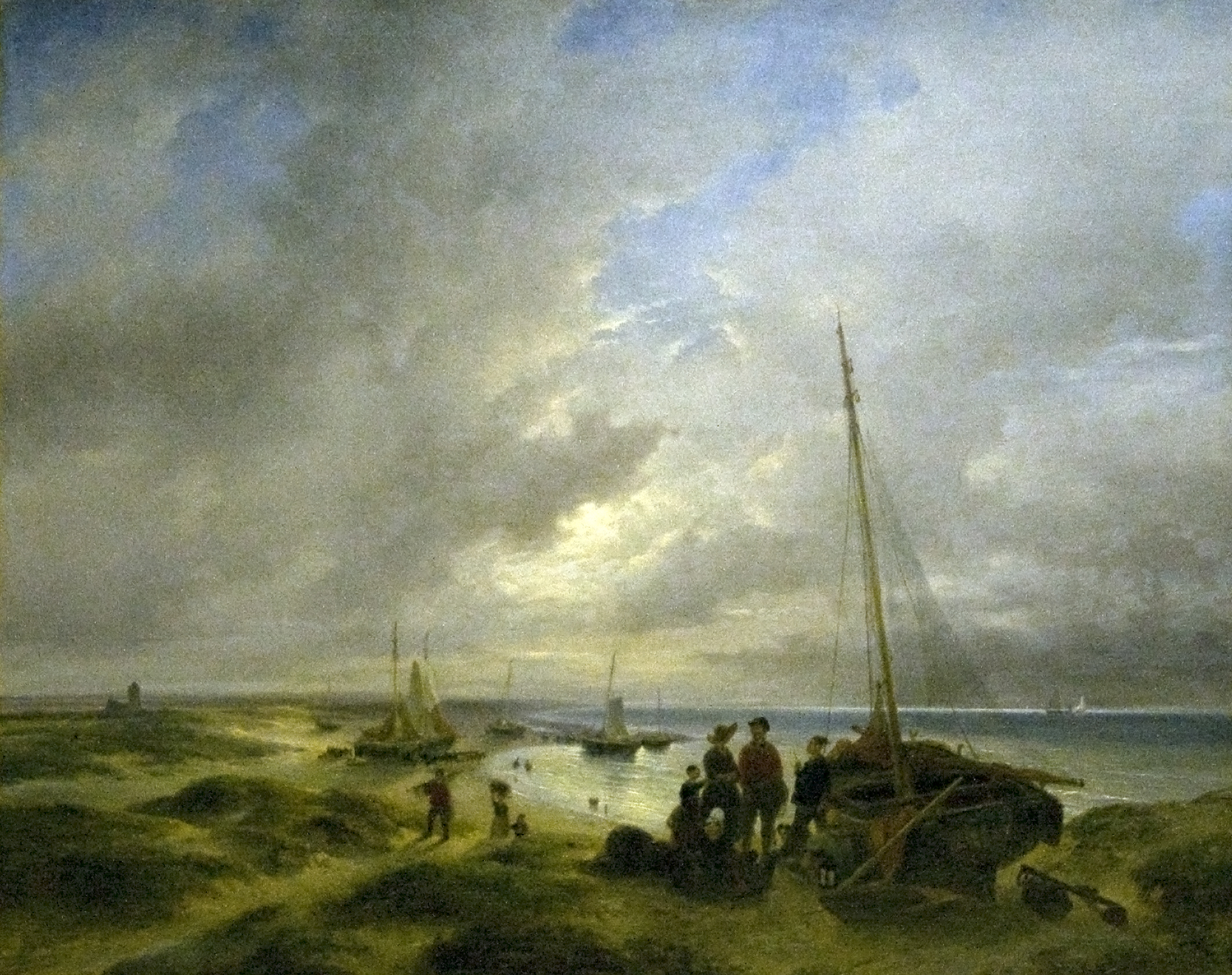
Playa en Katwijk(1833).
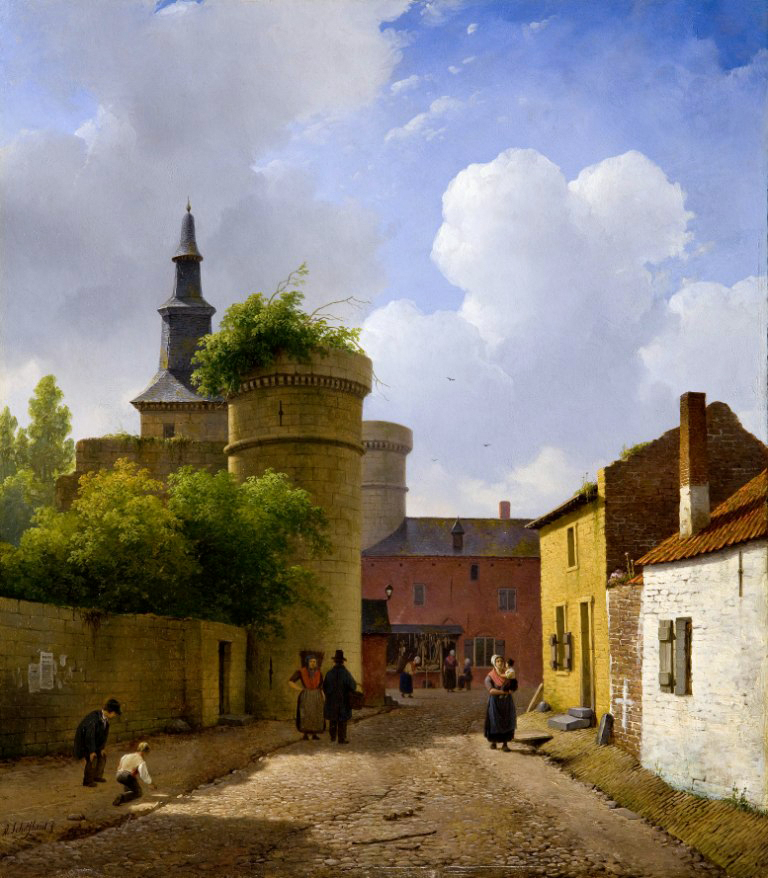
Callejón de Buy en Bélgica (1824)
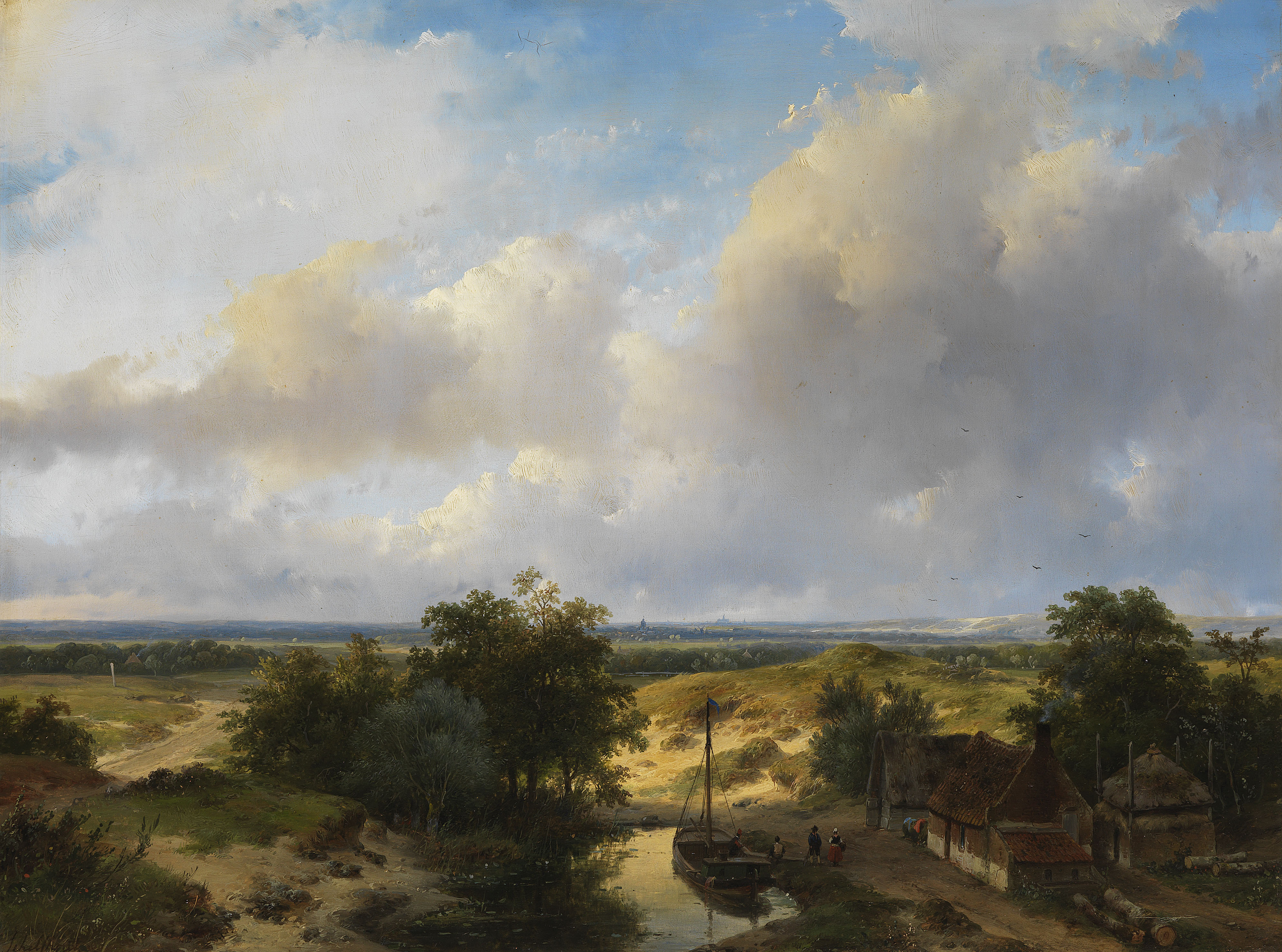
Paisaje holandés con vista a Haarlem (1845)